# Kyle Clemons
Kyle Clemons (né le 27 août 1990 à Rowlett) est un athlète américain, spécialiste du 400 mètres.

## Biographie
En février 2014, Kyle Clemons devient champion des États-Unis en salle du 400 m en portant son record personnel à 45 s 60. Sélectionné pour les championnats du monde en salle de Sopot en Pologne, il se classe troisième du 400 m, derrière le Tchèque Pavel Maslák et le Bahaméen Chris Brown, dans le temps de 45 s 74. Aligné par ailleurs dans l'épreuve du relais 4 × 400 mètres, il remporte la médaille d'or en compagnie de David Verburg, Kind Butler III et Calvin Smith Jr, devant le Royaume-Uni et la Jamaïque, en établissant un nouveau record du monde en 3 min 2 s 13.
Le 20 mars 2016, Clemons est sacré champion du monde en salle avec ses coéquipiers du relais 4 x 400 m lors des championnats du monde en salle de Portland en 3 min 02 s 45, devant les Bahamas (3 min 04 s 75) et Trinité-et-Tobago (3 min 05 s 51).

## Palmarès
| Date | Compétition                    | Lieu           | Résultat | Épreuve   | Temps         |
| ---- | ------------------------------ | -------------- | -------- | --------- | ------------- |
| 2014 | Championnats du monde en salle | Sopot          | 3e       | 400 m     | 45 s 74       |
| 2014 | Championnats du monde en salle | Sopot          | 1er      | 4 × 400 m | 3 min 2 s 13  |
| 2015 | Jeux panaméricains             | Toronto        | 3e       | 400 m     | 44 s 84       |
| 2015 | Jeux panaméricains             | Toronto        | 2e       | 4 x 400 m | 3 min 0 s 21  |
| 2015 | Championnats du monde          | Pékin          | 1er      | 4 × 400 m | 2 min 57 s 82 |
| 2016 | Championnats du monde en salle | Portland       | 1er      | 4 × 400 m | 3 min 2 s 45  |
| 2016 | Jeux olympiques                | Rio de Janeiro | 1er      | 4 x 400 m | séries        |
| 2017 | Relais mondiaux de l'IAAF      | Nassau         | 1er      | 4 × 400 m | 3 min 02 s 13 |

## Records
| Épreuve | Performance | Lieu   | Date           |
| ------- | ----------- | ------ | -------------- |
| 400 m   | 44 s 79     | Eugene | 2 juillet 2016 |